# 자기변형
자기변형(magnetostriction)은 강자성체를 자화할 때 발생하는 약간의 변형을 말한다.
자기변형은 자화 과정에서 모양이나 치수를 변경시키는 자성 재료의 특성이다. 적용된 자기장으로 인한 재료의 자화 변화는 포화 값 λ에 도달할 때까지 자기 변형 변형을 변경한다. 이 효과는 1842년 제임스 줄이 철 샘플을 관찰하면서 처음으로 확인되었다.
자기변형은 자기장에 적용되는 반면, 전기변형은 전기장에 적용된다.
자기 변형은 취약한 강자성 코어의 마찰 가열로 인해 에너지 손실을 일으키며, 교류 전류가 변화하는 자기장을 생성하는 변압기에서 들을 수 있는 저음의 윙윙거리는 소리의 원인이기도 하다.

## 같이 보기
- 압전기